# Wallfahrtskirche Mariathal

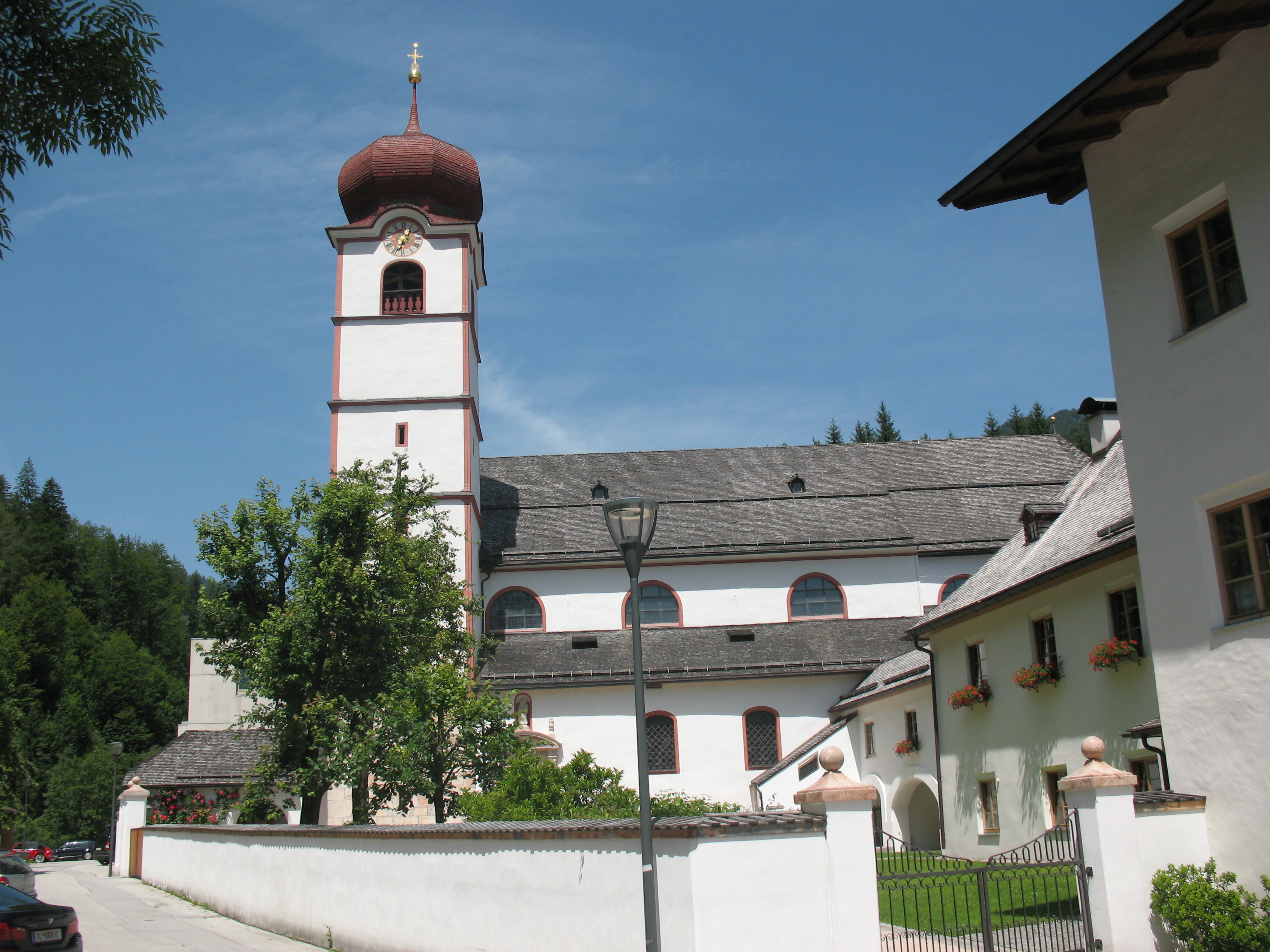
Wallfahrtskirche Mariathal (2012)

Die Pfarr- und Wallfahrtskirche Mariathal im Ort Mariathal am Eingang in das Brandenberger Tal ist eine römisch-katholische Pfarrkirche in der Gemeinde Kramsach im Bezirk Kufstein in Tirol. Die dem heiligen Dominikus geweihte Kirche gehört zur Erzdiözese Salzburg. Die Kirche wurde 2008 von Papst Benedikt XVI. zur Basilica minor erhoben.

## Gründungslegende

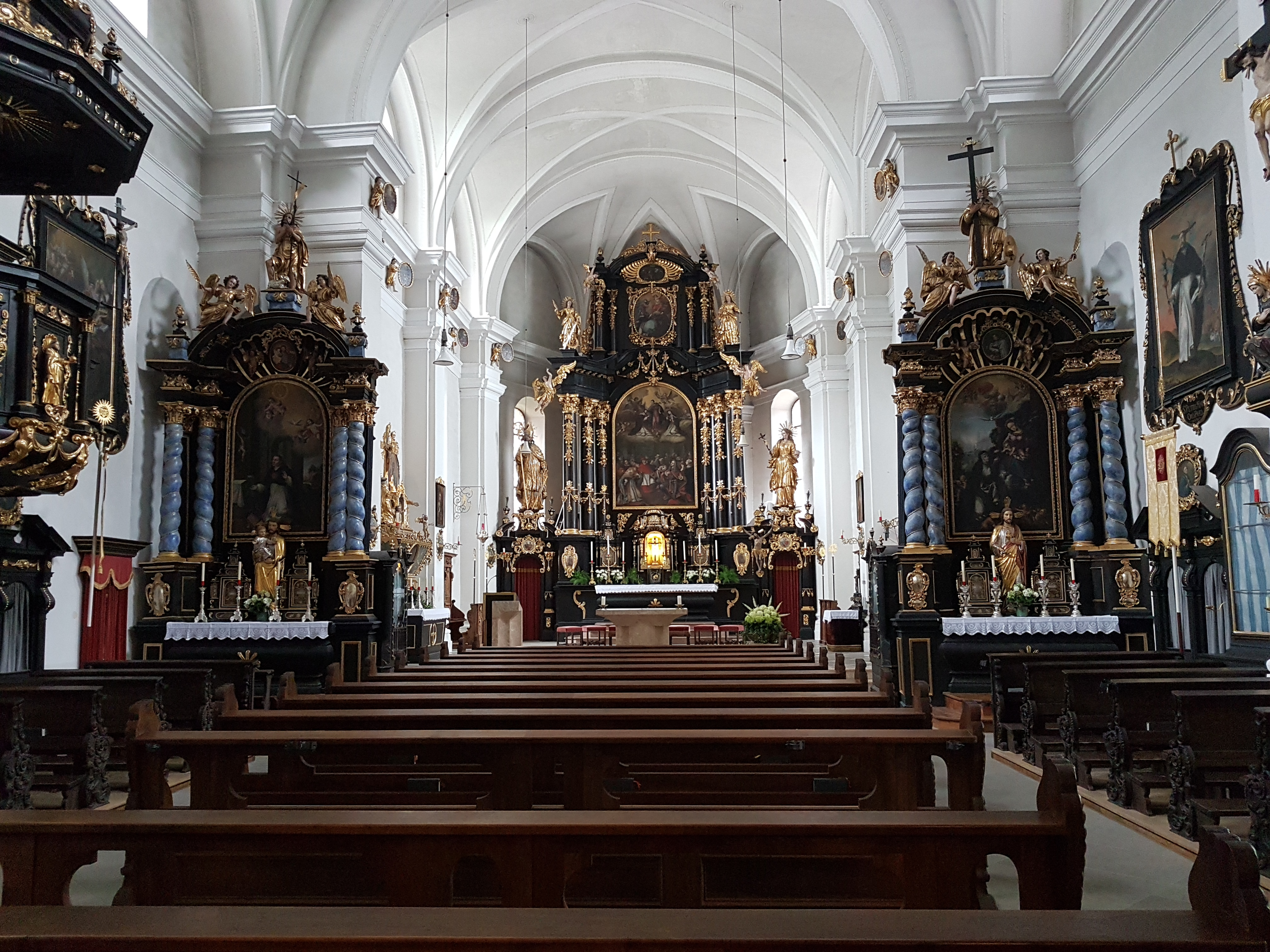
Innenraum, Blick zum Chor

Die Gründungslegende erzählt, dass ein Ritter Berthold von Fruntsprung mit seinem Bruder auf die Jagd gehen wollte, seinen Bogen spannte und auf die Läden des Schlafzimmerfensters seines Bruders zielte, um ihn zu wecken. Im gleichen Augenblick öffnete dieser sein Fenster, wurde er vom Pfeil tödlich getroffen und stürzte hinunter. Berthold irrte in den Wäldern des Brandenberger Tales umher und fand am Ausgang des Tales in einem Baum das Bild der schmerzhaften Muttergottes. An dieser Stelle ließ er ein Kloster errichten. Das Marienbild wird noch heute verehrt und befindet sich in der Gnadenkapelle.

## Geschichte
Die Brüder Friedrich und Chunrad von Freundsberg gründeten 1267 die Kirche mit einem Kloster, gewidmet als Begräbnisstätte ihres Geschlechts. Mit dem Machtverlust der Familie verloren auch Kirche und Kloster an Renommée. Das Kloster ging in der Mitte des 15. Jahrhunderts in den Besitz der Dominikanerinnen. Nach einem Brand wurde die Kirche von 1680 bis 1682 unter Verwendung des spätgotischen Mauerwerks im Sinne des Barock neu aufgebaut. Im Innenraum dominieren die Farben gold und schwarz, eine Vorgabe der Dominikanerinnen. Papst Innozenz XI. (1676–1689) stiftete der Kirche die Reliquien der Hl. Privata, einer Katakombenheiliger. Dies führte zu einem Aufschwung als Wallfahrtsort.
Das Kloster wurde 1782 vom Kaiser Joseph II. aufgehoben, die Kirche wurde von der Pfarrkirche hl. Petrus in Breitenbach am Inn als Kaplanei übernommen. 1863 kehrten Ordensschwestern in die klösterlichen Gemäuer zurück, diesmal die Barmherzigen Schwestern vom hl. Vinzenz von Paul. Vier Jahre später eröffneten sie eine Volksschule für verwaiste Mädchen. Die Kirche wurde 1891 zur Pfarrkirche erhoben. Die NS-Behörden ließen 1938 die Volksschule schließen und verfügten 1939, dass die Schwestern geistig schwerstbehinderte Kinder und Erwachsener aufnehmen und pflegen müssen. 1941 wurden die Pfleglinge im Rahmen der Aktion T4 abtransportiert und ermordet. Das Kloster wurde beschlagnahmt und als Gau-eigenes Erziehungsheim für Mädchen genutzt. Nach dem Untergang des NS-Regimes und der Rückstellung des Klosters an den Orden kaufte das Land Tirol im Jahr 1950 das Heim und führte es bis 1971 weiter. Seither fungiert das frühere Kloster als Landessonderschule Mariatal mit Internat.

## Architektur
Die Kirche ist eine dreischiffige Hallenkirche. Auf der Südseite ist die Sakristei, eine Marienkapelle und eine Vorhalle angebaut.
Der sechsgeschoßige Kirchturm ist an der Südwestseite angestellt und mit einer Zwiebelhaube gedeckt. In der Glockenstube im oberen Geschoß öffnen sich vier große Arkadenfenster. Der untere Teil des Turms ist spätgotisch, über dem Sockelgeschoß ist die Jahreszahl 1488 eingetragen. Das Südportal ist in eine Ädikula eingestellt und mit einem Segmentgiebel mit der Jahreszahl 1682 bedacht. Die Holztüre hat ein Knorpelschnitzwerk. In einer Rundbogennische über dem Südportal steht eine Madonnenfigur.
Das dreijochige Langhaus mit einem rundbogigen Triumphbogen und einem eingezogenen zweijochigen Chor mit 3/8-Schluss ist mit Kreuzgratgewölben zwischen Gurtbögen überwölbt.
Das Langhaus ist durch kräftige Wandpfeiler und ein umlaufendes verkröpftes Gebälk gegliedert. Darüber sind Schildbogenwände mit Rundbogenfenster. Die zweiachsige zweijochige Westempore wurde als Nonnenchor genutzt und zeigt die Inschrift Priorin Katharina Haun 1519. Das südliche Portal im Chor mit einem Marmorgewände mit Pilasterrahmung ist mit F. P. 1622 signiert und datiert. Sowohl die zweijochige Marienkapelle mit einem Vorjoch und die dreijochigen Sakristei sind mit Stichkappentonnen überwölbt, mit Laubbandlwerkstuck ausgestattet und 1739 datiert. Bei einem Brand 1880 wurde die ursprüngliche Stuckierung im Langhaus zerstört. Diese Ausstattung wurde 1956 durch Hans Ladner und Anton Gogl mit figuralem Stuck ersetzt.

## Orgel
Die Orgel wurde 1736 vom Salzburger Orgelbauer Johann Christoph Egedacher eingebaut, angeblich als Mitgift einer Tochter, welche bei den Dominikanerinnen eintrat. Davon ist das Gehäuse und einige Pfeifen erhalten. 1861 baute Matthäus Mauracher das Werk weitgehend auf eine pneumatische Traktur um. 1972 erhielt die Orgel mit Orgelbau Pirchner ein neues Werk.